# Timothy Hackworth
Timothy Hackworth (ur. 22 grudnia 1786, Wylam, zm. 7 lipca 1850, Shildon) – brytyjski inżynier budowy maszyn parowych (głównie lokomotyw), z wykształcenia kowal, metodysta, ojciec Johna Wesleya Hackwortha. W pierwszej ćwierci XIX wieku zatrudniony jako kowal w kopalniach w Wylam (do 1816), a następnie w Walbottle, w których pracował nad swoimi pierwszymi, eksperymentalnymi lokomotywami użytkowanymi w przemyśle wydobywczym (we współpracy z maszynistą z Wylam Jonathanem Fosterem wybudował i wdrożył lokomotywy „Wylam Grasshopper” i „Wylam Dilly”). W latach 1825–1840 zatrudniony w przedsiębiorstwie kolejowym Stockton and Darlington Railway (S&DR) jako inspektor lokomotyw, od 1827 projektował i wdrażał tam pojazdy szynowe („Royal George”, „Sanspareil” – biorącego udział w konkursie w Rainhill, „Globe”), wyposażone w cylindry napędzające żeliwne koła i odprowadzacz pary, później („Globe”) także w rury wodne przechodzące przez rurę ogniową. Po opuszczeniu S&DR skoncentrował się na prowadzeniu własnego przedsiębiorstwa w Shildon, w którego warsztatach wytwarzano lokomotywy (także na eksport: do Kanady, Rosji), silników parowych dla przemysłu (w tym okrętowego) i kotłów. Członek British Association for the Advancement of Science.